# Quezon, Isabela
Quezon là một đô thị hạng 4 không giáp biển ở tỉnh Isabela, Philippines. Theo điều tra dân số năm 2007, đô thị này có dân số 22,050 người trong 3.887 hộ.

## Các đơn vị hành chính
Quezon được chia ra 15 barangay.
| Barangay               | Dân số (2007) | Kinh tế   |
| ---------------------- | ------------- | --------- |
| Abut                   | 2.027         | Nông thôn |
| Alunan                 | 1.186         | Thành thị |
| Arellano               | 2.485         | Thành thị |
| Aurora                 | 393           | Nông thôn |
| Barucboc               | 2.821         | Nông thôn |
| Calangigan (Calamagui) | 614           | Nông thôn |
| Dunmon                 | 520           | Nông thôn |
| Estrada                | 588           | Nông thôn |
| Santos                 | 2.818         | Thành thị |
| Lepanto                | 1.408         | Nông thôn |
| Mangga                 | 707           | Nông thôn |
| Minagbag               | 2.949         | Nông thôn |
| Samonte                | 1.664         | Thành thị |
| San Juan               | 1.110         | Nông thôn |
| Turod                  | 760           | Nông thôn |